# Historia de Cali
La ciudad de Santiago de Cali, o simplemente Cali, es una de las ciudades más antiguas en Colombia y en el continente americano. Su fundación data del año 1536 de manos del conquistador Sebastián de Belalcázar a solo tres   años de la fundación de Cartagena de Indias (1533), dos años antes de la fundación de Santa Fe de Bogotá (1538) ya de 26 años de la fundación de la primera población hispánica en el  continente.

## Época Precolombina
La zona en donde se ubica lo que hoy es Cali y el departamento del Valle del Cauca fue siempre una región que atrajo a los pueblos. Muy cerca de allí, por ejemplo, se encuentra el asiento de uno de los principales pueblos indo-americanos de Colombia, los calimas. Los pueblos indo americanos que poblaron la región interandina pertenecían a la familia Caribe. Los Gorrones habitaban entre los actuales municipios de Roldanillo y Cali, el mayor asentamiento gorrón estaba ubicado sobre el río Pescador, cerca de las actuales poblaciones de Zarzal y Bugalagrande. Los Gorrones hacían trueque con los Quimbaya que habitaban en el norte del actual departamento del Valle del Cauca y en gran parte de la zona conocida como el Eje Cafetero. 
Cali y en general la región interandina y del litoral pacífico del departamento del Valle del Cauca constituyen un área del interés arqueológico de la época precolombina. Si bien muchos pueblos amerindios de la región tienen relación directa con las familias caribes, también se analiza la probabilidad de antiguas incursiones culturales mesoamericanas.

## Conquista
Las conquistas del Perú atrajeron pronto hacia el territorio de lo que hoy es Colombia a los españoles en busca de El Dorado. Si la dominación del potente imperio quechua resultó no muy complicada, la caída de los pueblos indo americanos de la actual Colombia tampoco resultaría difícil dada su organización política de confederación de tribus. En su vía hacia el departamento del Valle del Cauca los españoles pasaron por la región de los indios Timbas quienes huyeron dejando atrás su pueblo y sus pertenencias, lo cual significó un botín fácil para los Europeos. En su travesía hacia el norte, los conquistadores entraron al territorio del cacique Jamundí cuyo pueblo dominaba la región entre los ríos Pance y Jamundí. Los jamundies resistieron fuertemente a los invasores peleando con dardos y flechas envenenadas contra los arcabuces y espadas de los españoles. Tras la derrota y toma del pueblo Jamundí los españoles obtuvieron oro que aumentó obviamente su ambición y su coraje de avance hacia el norte. 
El último eslabón importante de la región lo constituía el aguerrido cacique Petecuy y su pueblo que se ubicaba entre el río Lilí y la Cordillera Occidental de los Andes colombianos. Petecuy enfrentó a los invasores con un gran ejército formado por una confederación de tribus. La batalla definitiva en la que uno de los antiguos soberanos de las Américas cayó ante el dominio europeo tuvo lugar un Martes Santo del año 1536. 
Al contrario de Petecuy y Jamundí, los Gorrones se rindieron fácilmente ante los españoles. Los pueblos indo americanos dominados fueron divididos como en todas las nacientes colonias en las Encomiendas y otras estructuras del dominio español. Se inició además el fenómeno del mestizaje con la mezcla entre españoles (que llegaban a las conquistas sin mujeres) y los aborígenes. Posteriormente, con la traída del esclavo africano a suelo americano, este proceso tendría dimensiones mayores. Los mismos españoles ya eran antes del Descubrimiento de América un pueblo mestizo y ello permitió que las nuevas mezclas raciales no constituyeran un problema para los nuevos amos del continente (a diferencia de otros pueblos como los franceses e ingleses). Una evidencia nos la da el mismo fundador de Cali, Sebastián de Belalcázar que tuvo hijos con mujeres indo americanas, como muchos de sus hombres. Desde Cali salieron nuevas expediciones hacia el norte del río Cauca que permitirían la conquista de las zonas más septentrionales de los andes sudamericanos. 

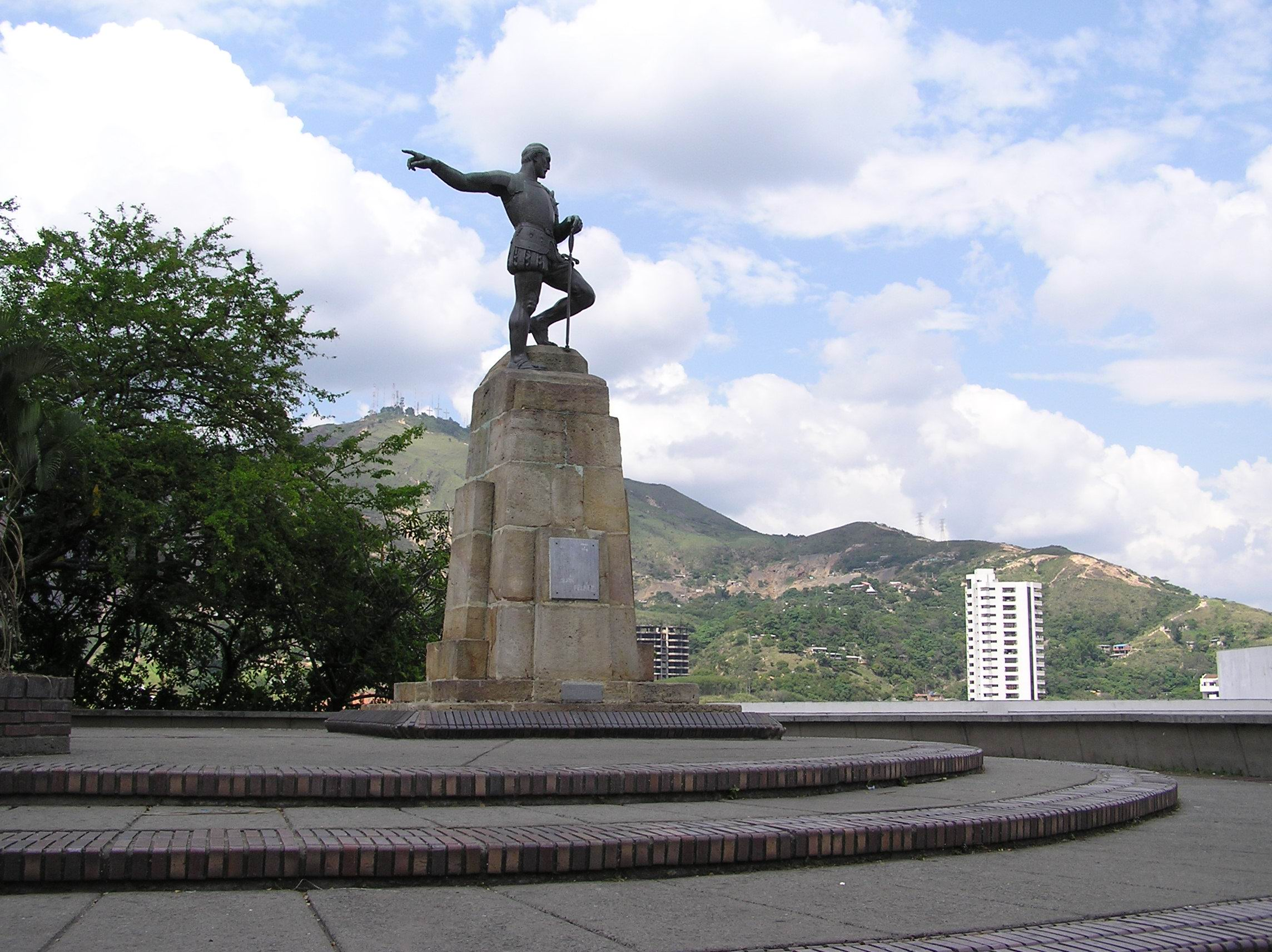
Estatua de Sebastián de Belalcázar.

## Fundación y Colonia
El fundador de Cali, Sebastián de Belalcázar, vino a América en el tercer viaje de Cristóbal Colón en 1498. En 1532, después de servir en el Darién y Nicaragua; se unió a Francisco Pizarro en la conquista del Perú. En 1534 Belalcázar funda la ciudad de Quito en una expedición enviada por Pizarro. Posteriormente, en búsqueda de El Dorado entra al actual territorio colombiano y funda las ciudades de Pasto y Popayán.
El 25 de julio de 1536 Belalcázar funda Santiago de Cali, inicialmente establecida al norte de la posición actual cerca de Vijes y Riofrío. Bajo órdenes de Belalcázar el capitán Miguel Muñoz reubicó la ciudad al lugar actual, donde el capellán Fray Santos de Añasco celebró una misa en el lugar hoy ocupado por la Iglesia de la Merced. Belalcázar designó como primera autoridad municipal a Pedro de Ayala.
Durante la colonia Santiago de Cali fue parte de la Gobernación de Popayán, la cual a su vez era parte de la Real Audiencia de Quito. Aunque Cali fue inicialmente la capital de la Gobernación, en 1540 Belalcázar asigna esta función a Popayán debido al clima templado de esa ciudad.
Hasta el siglo XVIII mucho del presente territorio de Cali estaba ocupado por haciendas. La ciudad era únicamente una pequeña villa en las proximidades del río Cali. En 1793 Cali contaba con solo 6548 habitantes de los cuales 1106 eran esclavos. Las haciendas eran propiedad de la clase española, quienes tenían numerosos esclavos y dedicaban sus tierras a la ganadería y la siembra de la Caña de Azúcar. Muchas de estas haciendas que darían origen a los actuales barrios, como Cañaveralejo, Chipichape, Pasoancho, Arroyohondo, Cañasgordas, Limonar y Meléndez.
En la época de la Colonia Cali ocupaba una posición estratégica para el comercio. Su ubicación nuevamente la haría sitio clave en el paso entre las regiones mineras de Antioquia, Chocó y Popayán. En esta época se construyó el primer camino de herradura entre Buenaventura y Cali.

## Independencia

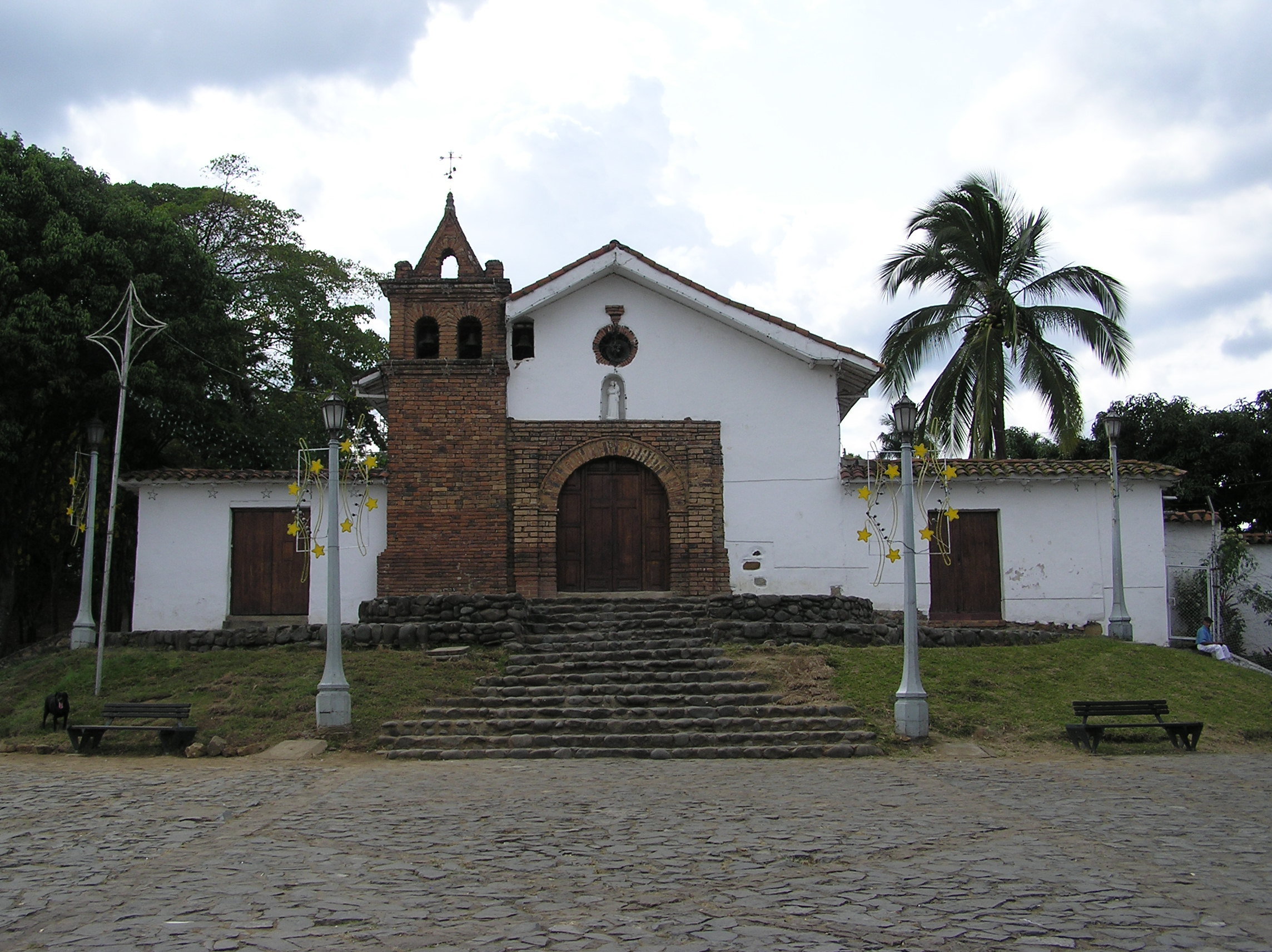
Iglesia de San Antonio.

### Las Ciudades Confederadas del Valle del Cauca
El 3 de julio de 1810 Santiago de Cali proclamó su independencia de la Gobernación de 
Popayán. Este levantamiento se dio 17 días antes del Grito de Independencia en Santa 
Fe de Bogotá. Muy pronto los independentistas buscaron apoyo para su causa y como si siguieran las tradiciones ancestrales de los pueblos indo americanos, formaron las "Ciudades Amigas del Valle del Cauca" que reunía a Cali, Cartago, Toro, Buga, Anserma y Caloto.
El gobernador de Popayán, Miguel Tacón y Rosique, organizó un ejército para controlar los levantamientos. Los patriotas caleños hicieron un llamado de ayuda a la Junta Suprema de Bogotá, la cual envió un contingente para apoyar la causa independentista al mando del coronel Antonio Baraya.  El 28 de marzo de 1811 en la Batalla del Bajo Palacé, el ejército de Baraya con la ayuda de Atanasio Girardot derrotó a las tropas realistas.
Finalmente el Rey Fernando VII de España envió un gran ejército bajo el mando del Pacificador Pablo Morillo quien devolvió el poder a la Corona Española.

### La Campaña de Bolívar y la Gran Colombia
En 1819 después de que el Libertador Simón Bolívar derrotara al grueso del ejército español en la Batalla de Boyacá, se sucedieron nuevos levantamientos en el Valle del Cauca y los criollos tomaron el control de la región definitivamente. 
Cali tuvo el honor de recibir al Libertador de América, en 1822 el Libertador Simón Bolívar pasó por Cali, e hizo de la ciudad un importante centro de operaciones. No era para más, la región hizo un gran aporte humano a la causa independentista del Libertador en su afán por arrancar del yugo español a las nacientes naciones sudamericanas.
Con Bolívar ocupado en la guerra, Francisco de Paula Santander toma las riendas del Gobierno de la naciente Gran Colombia. La mentalidad progresista de Santander expresada en la separación del estado de la iglesia católica trajo beneficios a cali como la creación del Colegio Santa Librada en los predios del Convento de San Agustín.
Tras un segundo viaje al Perú, Bolívar regresa y pasa por Cali en 1829 donde es recibido con alborozo.

## SigloXIX
La historia Republicana de Colombia durante el siglo XIX fue caracterizada por cortos periodos de prosperidad sobre una constante agitación política. Cali y el Valle del Cauca intervinieron en la mayoría de las contiendas de este siglo, esto por ser parte del Antiguo Cauca que fue uno de los estados más conflictivos de la época. Además del constante estado de guerra, el aislamiento fue un factor de importancia en el retraso del desarrollo de Cali.

### La República de la Nueva Granada
Ya para 1830 la Gran Colombia se había disuelto, y desde su independencia el Ecuador quiso anexarse la provincia del Cauca lo cual fue apoyado por los generales José María Obando y José Hilario López. La economía de la región Vallecaucana era basada en la hacienda, en los centros urbanos como Cali la economía no había tomado auge. En 1830 Cali estaba conformada por los barrios: La Merced, Santa Rosa, San Nicolás y Santa Librada. En la constitución de 1832, la Nueva Granada clarifica sus límites y más tarde Popayán, el Valle del Cauca y el Chocó se declaran como parte de la Nueva Granada.
Santander es designado presidente de la República de la Nueva Granada y se posesiona en octubre de 1832. La nueva constitución le da autonomía a las provincias y Santander logra un mandato exitoso en el campo político y económico. En 1835 la Gobernación de Popayán se dividió en las provincias de Buenaventura, Cauca y Popayán; Cali quedó adscrita a la provincia de Buenaventura. Ese año se inician los trabajos del Puente Ortiz, que unificaría la ciudad y serviría para desarrollar el norte de la misma. 
Como sucesor de Santander el congreso designa a José Ignacio de Márquez, quien enfrenta rebeliones en el sur del país lideradas por José María Obando. En 1841 Obando incita la rebelión de esclavos en el sur del Valle del Cauca, y forma un ejército de guerrillas que termina tomándose a Cali y sembrando el terror en los territorios entre Cali y Popayán. Ya para 1843, ante la inestabilidad que trajeron las guerrillas seguidoras de Obando, el gobierno central asigna al general Eusebio Borrero la tarea de controlar los insurgente, tarea en la que este militar no tuvo éxito. El cese de hostilidades en la región fue lograda por Pedro Alcántara Herrán, sucesor de José Ignacio de Márquez. 
Con una nueva constitución en 1845, el general Tomás Cipriano Mosquera es designado como sucesor de Alcántara Herrán.  Este mandato de Mosquera trajo prosperidad al país, en Cali se dio impulso a la educación trayendo profesores educados en Europa al Colegio Santa Librada.
En 1848, los ecos de la revolución francesa se sienten en el país, y se forman los partidos Conservador y Liberal. En Cali muchos comerciantes y hacendados se adhieren al conservatismo mientras las clases menos favorecidas y desplazadas se adhieren al liberalismo. En ese año el cantón de Cali (que hace parte de la municipalidad de Buenaventura) se divide en los distritos parroquiales de Cali, Caicedo, Jamundí, El Salado, Yumbo, Yotoco y Vijes.
José Hilario López es designado como sucesor de Mosquera en 1849, quien a pesar de condiciones adversas obtiene importantes logros como la total abolición de la esclavitud, lo que significó el fin de la hacienda en el Valle del Cauca. La mano suave de López permite la formación de grupos bandoleros que en la región Vallecaucana trajeron inestabilidad y caos imposibilitando el resurgir de la actividad económica.
Para 1850 se inicia la construcción del camino entre Cali y Buenaventura, una necesidad primaria para una región tan aislada como Cali. 
Después de un periodo de inestabilidad política, en 1855 el caleño Manuel María Mallarino como vicepresidente reemplaza al José María Obando ante su destitución por el Senado. Con Mallarino llega un periodo de relativa calma y auge de la economía en el Valle del Cauca con un aumento de las exportaciones de tabaco, quinina, oro y café.

### Confederación Granadina
En 1858 el sucesor de Mallarino, Mariano Ospina Rodríguez, saca una nueva constitución con excesivas libertades a los estados conformantes, lo que lleva a la guerra civil y termina con la rebelión del Cauca, Bolívar y Magdalena, los cuales le declaran la guerra a la confederación granadina tomándose el poder en 1860 bajo el mando del General Manuel Cipriano Mosquera. La guerra civil produjo pérdidas económicas en Cali. Sublevaciones contra Mosqera trajeron como consecuencia la Constitución de 1863.
En cuanto a la economía, vale resaltar que en 1860 el Ingenio La Manuelita fue modernizado liderando el posterior desarrollo de la industria azucarera del Valle del Cauca.

### Estados Unidos de Colombia

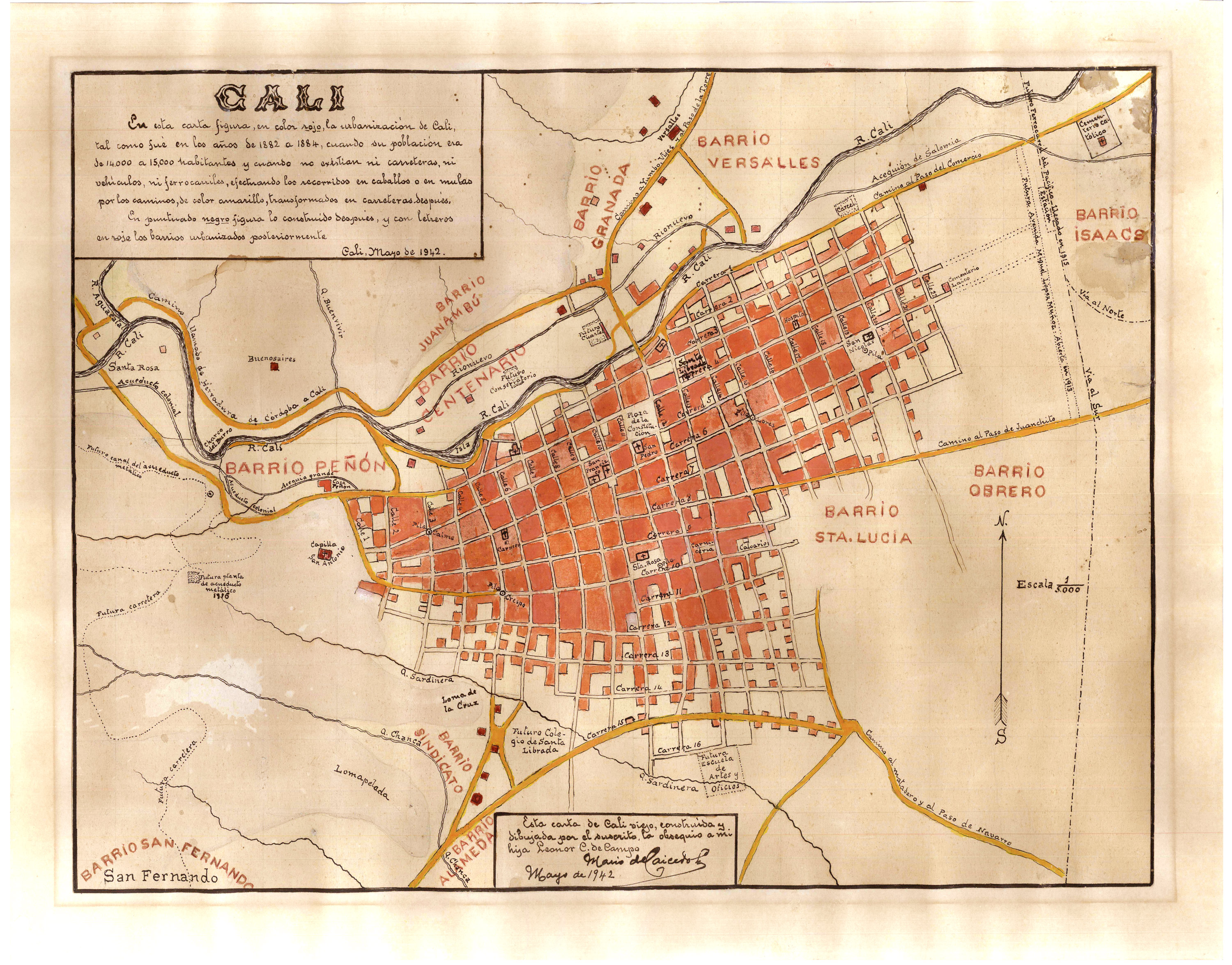
Mapa de Santiago de Cali en la década de 1880.

En 1866 Mosquera es nuevamente designado como presidente, pero sus métodos dictatoriales pronto levantan un golpe de Estado que deja al general Santos Acosta como presidente de los Estados hasta terminar el periodo presidencial de turno. Como consecuencia de este golpe de Estado se da la interrupción por varios años, de las obras del camino Cali-Buenaventura, lo que trajo un retraso al desarrollo económico de la Ciudad y la región. 
En 1869, después de 4 años de su planeamiento, se empiezan las obras del camino entre Cali y Palmira. El paso sobre el río Cauca fue hecho con una lancha por cable.
En 1870 se plantea la construcción del acueducto municipal de Cali, obras que se concluirán casi 30 años más tarde.
Con Manuel Murillo Toro en la presidencia, en 1872 se firma con la Compañía Minera y Constructora del Valle del Cauca el contrato para la construcción del Ferrocarril del Pacífico. También en el mandato de Murillo Toro llega el telégrafo a Cali el 11 de febrero de 1873. La economía de la región empieza a prosperar.
Durante el gobierno de Aquileo Parra, en 1875 la depresión económica y la guerra civil, causa estragos en la economía del Valle del Cauca. El 24 de diciembre de 1876 Cali es tomada y saqueada por un grupo bandolero conformado mayoritariamente por negros, posteriormente la plaga de langostas arruina los cultivos y un periodo de sequía seguido por un invierno intenso arruina la agricultura de la región trayendo una hambruna.  
El periodo de mando de Parra es terminado por el general Sergio Camargo. Para la región Vallecaucana se da la firma de un contrato con el ingeniero Francisco J. Cisneros para la construcción del Ferrocarril del Pacífico.

### La República de Colombia
La guerra civil estalla con gran intensidad en 1885, bajo la presidencia de Rafael Nuñez, las ciudades de Cali y Buenaventura habían caído en manos rebeldes y son recuperadas por el general Juan Eleuterio Ulloa. Tras la derrota de los rebeldes, Nuñez establece la consitutción de 1886. 
En 1887 se inicia la navegación en botes propulsados por vapor en el río Cauca, idea que había empezado a planearse en más de 15 años atrás. Ya para finales del siglo, la ciudad finalmente tiene acueducto tras 30 años desde su pleneamiento. 
La Guerra de los Mil Días fue contraproducente para el desarrollo de la Ciudad, como para el resto del país y trajo una recesión económica y paralización de las obras de progreso.

## SigloXX

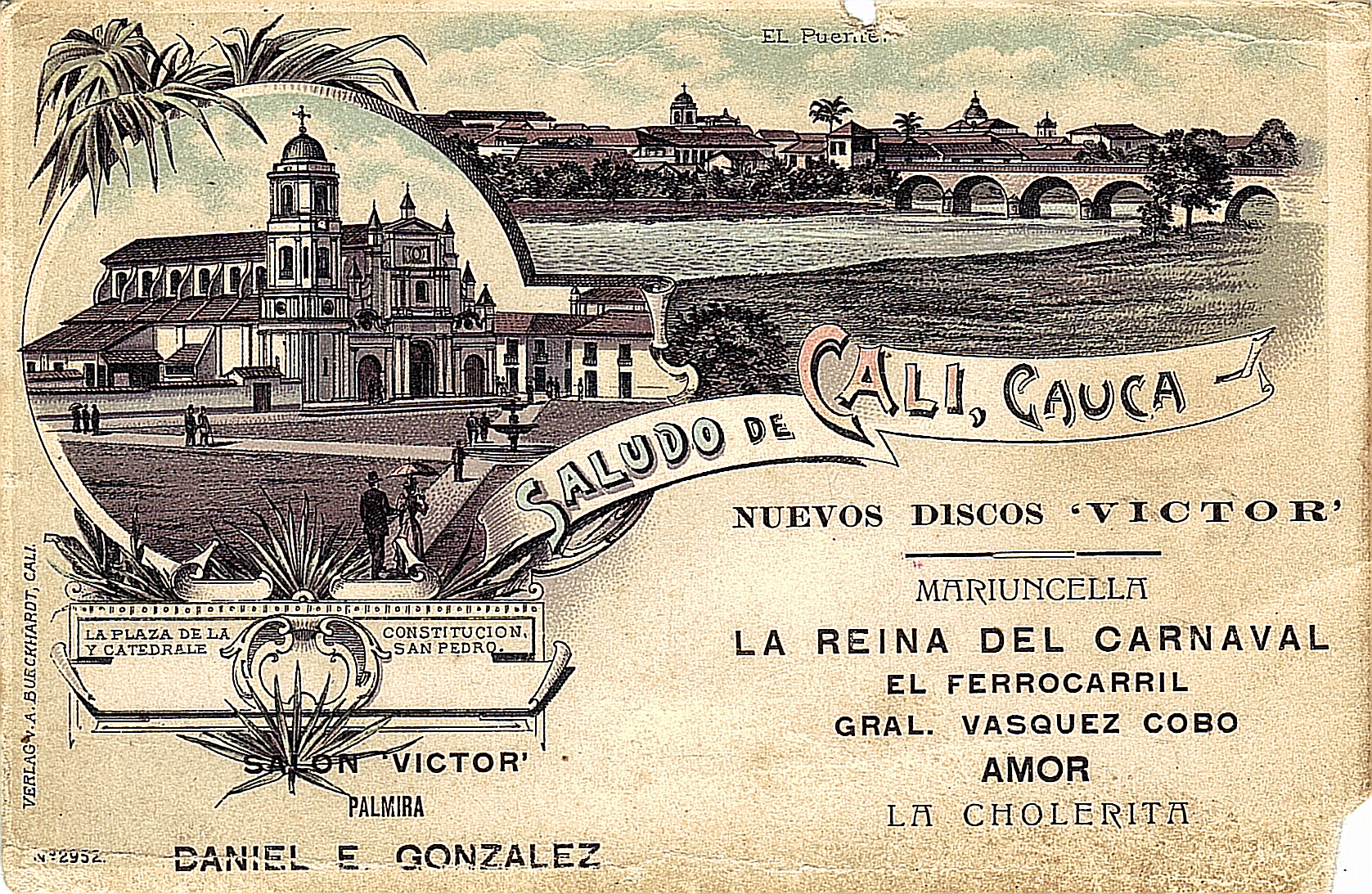
Postal de Cali, antes de la creación del Departamento del Valle del Cauca.

Después de la Independencia, Cali permaneció como una tranquila villa de hacendados e ingenios azucareros con el aporte a la nación de ilustres hombres de política y literatura. Una descripción de lo que fue el departamento del Valle del Cauca y Cali durante el resto del siglo XIX se puede encontrar excelentemente reflejado en la novela más importante del romance colombiano y latinoamericano: “María” de Jorge Isaacs. Hasta el comienzo del siglo XX Cali fue únicamente una pequeña villa, comparada con otras ciudades colombianas, que dependía política y económicamente de Popayán. 
El 26 de octubre de 1910, la ciudad ve por primera vez la luz eléctrica, con la iluminación de la Plaza de Caicedo, 10 bombillas sustituyeron las antiguas lámparas de petróleo y velas de cebo. En 1911 con 28.000 habitantes, Cali se convirtió en la capital del naciente departamento del Valle del Cauca, el cual se escindió del Cauca. De esa manera se rompía la unidad de una región que desde las conquistas y por casi cuatro siglos había estado unida económica y políticamente. Para este tiempo la región vallecaucana estaba intensamente cultivada y su futuro como proveedor agrícola parecía seguro. Sin embargo no había carreteras que conectaran al Valle del Cauca con el resto del país, lo que mantenía aislada a la región. En 1912 se establece la primera empresa de teléfonos, la cual era de carácter privado. 
La apertura del Canal de Panamá en 1914 y la llegada del ferrocarril en 1915 rompen el aislamiento de Cali con el resto del país y el mundo. En la década de los 30, con el advenimiento de políticas de transformación liberal en el país, se construyó la carretera que unió a la ciudad con Bogotá sobre la Cordillera Central (Andes colombianos). La carretera a Buenaventura se completó entre 1926 y 1945. Esta infraestructura vial básica, conjuntamente con la modernización de la industria azucarera, y el crecimiento de las exportaciones de café a través de Buenaventura, fueron de vital importancia para el desarrollo de la región.
De gran importancia en los aspectos culturales de la ciudad fue la construcción del Teatro Municipal en 1918. En 1928 la ciudad estaba conformada por los barrios: San Antonio, El Centro, El Vallado, El Pueblo, La Loma de la Cruz y la Loma de las Mesas.
Hasta antes de los años 30, la gente de la ciudad debía de abastecerse de agua usando 11 pilas, entre las que se destacan las pilas del Crespo y del Peñón. El 31 de diciembre de 1930, después de 14 años desde su planeamiento, se inaugura el primer acueducto moderno de la ciudad: San Antonio. Solamente un año después fueron creadas las Empresas Públicas Municipales de Cali (EMCALI), las cuales toman control de los servicios de acueducto, plazas de mercado, mataderos, alcantarillado y espectáculos públicos. en 1940 EMCALI empieza a estructurarse como una de las más importantes empresas de la región y el país.
En 1947 se crea la Oficina de Valorización Municipal, la cual se encargaría de la financiación de obras públicas mediante el sistema de valorización. Para la década de los 50 Cali (entonces con 240.000 habitantes) se había embarcado plenamente en un plan de industrialización con capital extranjero. En 1954 se crea la Corporación Autónoma Regional del Cauca (CVC) una entidad estatal de gran importancia que desde su creación ha estimulado y dirigido el desarrollo económico y social de la cuenca hidrográfica del río Cauca. 
Una página negra de la historia caleña se dio el 7 de agosto de 1956 cuando alrededor de 1,100 personas murieron al explotar 7 camiones cargados de explosivos para el ejército los cuales estaban estacionados irresponsablemente en medio del área urbana. 
La Empresa de Servicios Varios (EMSIRVA) fue creada en 1966 encargada del servicio de aseo de las calles, la recolección de basuras, el mantenimiento de las zonas comunes y de los mataderos. Este mismo año se crea el Instituto de Vivienda de Cali (INVICALI), encargado de los planes de vivienda popular y de solucionar los problemas de los tugurios.
Un evento memorable para la Cali del siglo XX lo constituyó la celebración en la ciudad de los Juegos Panamericanos en su versión del año 1971. La preparación de dicho espectáculo deportivo le dio un retoque de desarrollo y embellecimiento del espacio público. Gran parte de la infraestructura deportiva de la ciudad data de esta época.
En 1974 se termina finalmente la Central de Transportes de Cali, inaugurada por el presidente de la época Misael Pastrana Borrero. Esta obra, además de ser fundamental en una orbe del tamaño de Cali, trajo beneficios para la ciudad como la organización de un caótico tráfico automotor que dificultaba la movilidad por el centro.
Durante los 70 y 90 la ciudad entró, como otras regiones del país, en una de los capítulos más oscuros de la historia de Colombia: la guerra de las mafias que tuvo a Cali como centro de uno de los principales grupos: el cartel de Cali. La ciudad quedó literalmente enfrentada al otro grupo: el cartel de Medellín, lo que deterioró la imagen y el desarrollo de ambas ciudades. La guerra de esta organización contra el cartel de Medellín trajo violencia selectiva y atentados terroristas en las calles de la ciudad. Al igual que Medellín la ciudad entró en un periodo de crisis cuando el cartel fue combatido y desarticulado por la policía y el gobierno central. (Ver Violencia urbana en Cali, Colombia).

## La ciudad ante elsigloXXI
El crecimiento urbano (más de dos millones de personas) que ha puesto a la ciudad en el tercer lugar después de la capital del país y Medellín, la recesión económica nacional y otros factores originados en la problemática social del país, han hecho que la ciudad empiece el siglo XXI con profundas crisis, como otros centros urbanos colombianos. Sin embargo, Cali, como heredera de una historia ancestral de grandes desafíos, con una posición geopolítica estratégica, con grandes proyectos de desarrollo y de infraestructura pendientes y con la legitimidad del optimismo colombiano, se abre al nuevo siglo con grandes perspectivas con grandes hombres salseros y boleros.

## Fechas importantes
.25 de julio de 1536 su fundación
- 3 de julio de 1810 Independencia de Santiago de Cali
- 7 de agosto de 1956 mueren 1,100 personas al explotar 7 camiones cargados de explosivos.
- 1971, sede de los VI Juegos Panamericanos.
- 2013, sede de los IX Juegos Mundiales.
- 2014, sede del Mundial de ciclismo en pista UCI.
- 2015, sede del Mundial de atletismo de menores de la IAAF.
- 2025, sede la de la COP 16